# El gran reto musical
El gran reto musical fue un programa de televisión español presentado por Eva González para Televisión Española. Comenzó a emitirse en el prime time de los lunes el 23 de enero de 2017 y finalizó el 27 de marzo de 2017.

## Sinopsis
Es un programa musical para toda la familia en el que ocho famosos ponen a prueba sus conocimientos musicales.
La dinámica del programa se basa en que los concursantes tienen que contestar a una serie de preguntas a modo de trivial sobre aspectos del mundo de la música.
Las pruebas incluyen: identificar a los artistas por los títulos de sus discos o portadas, reconocer la canción que suena escuchando tan sólo diez segundos y intentar cantar un tema en un idioma diferente.

## Equipo técnico
El programa está producido por Zeppelin TV (del grupo Endemol Shine Iberia), empresa productora de Gran Hermano y Gran Hermano VIP, y está dirigido por Álvaro García Moro. La presentadora del espacio es Eva González.

## Concursantes

### Primera edición - 2017
| Gala | Equipo 1                                                   | Equipo 2                                                             |
| ---- | ---------------------------------------------------------- | -------------------------------------------------------------------- |
| 1    | Anabel Alonso Rossy de Palma Ana Milán Fran Rivera         | Santiago Segura Carlos Baute Antonio Carmona Ruth Lorenzo            |
| 2    | Tamara Sonia Ferrer Manu Tenorio Colate                    | Melani Olivares José Corbacho Jorge Blass Ana Obregón                |
| 3    | Nacho Guerreros Norma Duval Pepa Rus Natalia               | Francisco Javivi Lucía Jiménez Octavi Pujades                        |
| 4    | Àlex Casademunt Iván Sánchez Paula Prendes Antonio Garrido | Carmen Lomana Jorge Sanz Cayetana Guillén Cuervo Mariola Fuentes     |
| 5    | Raquel Meroño Jordi Rebellón David Otero Elena Rivera      | Antonia Dell’Atte Martín Barreiro Agustín Jiménez María José Suárez  |
| 6    | Irene Visedo Marc Parejo Rafael Amargo Belinda Washington  | Charo Reina Gabino Diego La Terremoto de Alcorcón Julio Iglesias Jr. |
| 7    | Angy Fernández Barei Màxim Huerta Guillermo Martín         | Leo Rivera Fele Martínez Lluvia Rojo Elena Sánchez                   |
| 8    | Nieves Herrero Berta Collado Elena Furiase David Civera    | Falete Adrián Rodríguez Antonio Velázquez Lara Dibildos              |
| 9    | Llum Barrera Bibiana Fernández Pablo Carbonell Pitingo     | Jesús Olmedo Gemma Mengual Manuel Bandera Nuria Fergó                |
| 10   | Alex O'Dogherty María Esteve Víctor Clavijo Estefanía Luyk | Natalia Millán Roberto Leal Arancha de Benito David DeMaría          |

## Temporadas
Temporada 1: 2017
| Programas | Programas             | Programas        | Programas    | Programas |
| Programas | Fecha                 | Ganador          | Espectadores | Share     |
| --------- | --------------------- | ---------------- | ------------ | --------- |
| 1         | 23 de enero de 2017   | Santiago Segura  | 2 367 000    | 13,6%     |
| 2         | 30 de enero de 2017   | Jorge Blass      | 1 557 000    | 9,0%      |
| 3         | 6 de febrero de 2017  | Octavi Pujades   | 1 769 000    | 10,3%     |
| 4         | 13 de febrero de 2017 | Mariola Fuentes  | 1 583 000    | 9,1%      |
| 5         | 20 de febrero de 2017 | Elena Rivera     | 1 505 000    | 9,2%      |
| 6         | 27 de febrero de 2017 | Marc Parejo      | 1 395 000    | 8,8%      |
| 7         | 6 de marzo de 2017    | Guillermo Martín | 1 412 000    | 8,9%      |
| 8         | 13 de marzo de 2017   | Elena Furiase    | 1 472 000    | 9,2%      |
| 9         | 20 de marzo de 2017   | Jesús Olmedo     | 1 171 000    | 7,3%      |
| 10        | 27 de marzo de 2017   | María Esteve     | 1 332 000    | 7.9%      |